# Mab (satélite)
Mab, também designado como Urano XXVI, é um satélite natural de Urano. Foi descoberto por Mark R. Showalter e Jack J. Lissauer em 2003 usando o telescópio espacial Hubble e recebeu a designação provisória S/2003 U 1. Foi nomeado a partir de um personagem da obra de William Shakespeare Romeu e Julieta.
Como Mab é um satélite pequeno e escuro, ele não foi visto nas imagens da Voyager 2 obtidas durante o sobrevoo por Urano em 1986. No entanto, ele é mais brilhante que outra lua, Perdita, que foi descoberta a partir das imagens da Voyager 2 em 1997. Isso levou cientistas a reexaminarem as fotos novamente, e Mab foi achado nas fotos.
Não se sabe o tamanho exato de Mab. Se o satélite for tão escuro quanto Puck, ele mede cerca de 24 km de diâmetro. Por outro lado, se ele for brilhante como Miranda, é menor que Cupido e comparável em tamanho com as menores luas externas.
Mab é fortemente perturbado. A fonte para a perturbação ainda é desconhecida, mas possivelmente é uma ou mais das luas próximas.
Mab orbita Urano à mesma distância que o anel μ (conhecido anteriormente como R/2003 U 1), um anel de poeira recentemente descoberto. Seu tamanho é aproximadamente ideal para produção de poeira, já que luas maiores podem recoletar a poeira escapatória e luas pequenas são muito pequenas para suprir o anel através de partículas do anel ou colisões de meteoroides.

## References
1. ↑  «Planetary Satellite Mean Orbital Parameters». Jet Propulsion Laboratory. Consultado em 11 de março de 2011
2. 1 2 3 4  Showalter, Mark R.; Lissauer, Jack J. (22 de dezembro de 2005). «The Second Ring-Moon System of Uranus: Discovery and Dynamics». Science Express. 311 (5763). 973 páginas. PMID 16373533. doi:10.1126/science.1122882
3. 1 2  «Planet and Satellite Names and Discoverers». Gazetteer of Planetary Nomenclature. USGS Astrogeology. 21 de julho de 2006. Consultado em 5 de agosto de 2006
4. ↑  Showalter, M. R.; Lissauer, J. J. (25 de setembro de 2003). «IAU Circular No. 8209». Consultado em 5 de agosto de 2006
5. ↑  Laura Layton (28 de dezembro de 2005). «Uranus' second ring-moon system». Astronomy Magazine. Consultado em 10 de maio de 2008